# Mario Merz
Mario Merz (Milano, 1º gennaio 1925 – Milano, 9 novembre 2003) è stato un artista, pittore e scultore italiano, esponente della corrente dell'arte povera. Era marito dell'artista Marisa Merz.

## Biografia
Cresciuto a Torino, frequentò per due anni la Facoltà di Medicina all'Università degli Studi di Torino. Durante la seconda guerra mondiale entrò nel gruppo antifascista Giustizia e Libertà e nel 1945 fu arrestato e imprigionato, durante un volantinaggio. Dopo la Liberazione, incoraggiato anche dal critico Luciano Pistoi, si dedicò a tempo pieno alla pittura, cominciando dall'olio su tela. Cominciò con uno stile astratto-espressionista, per poi passare a un trattamento informale del dipinto. Nel 1954 viene allestita, presso la galleria La Bussola di Torino, la sua prima personale.
A metà degli anni sessanta iniziò ad abbandonare la pittura per sperimentare materiali diversi, come i tubi al neon, con cui perforava la superficie delle tele per simboleggiare un'infusione di energia, oppure il ferro, la cera e la pietra, con cui sperimentava i primi assemblaggi tridimensionali, le "pitture volumetriche". Fu presente fin dalle prime mostre dell'arte povera, insieme con gli artisti che avevano partecipato alla collettiva organizzata da Germano Celant alla Galleria La Bertesca di Genova (1967) e si riunivano presso la Galleria torinese di Gian Enzo Sperone: Michelangelo Pistoletto, Giuseppe Penone, Luciano Fabro e altri. Diventò presto un punto di riferimento del gruppo.

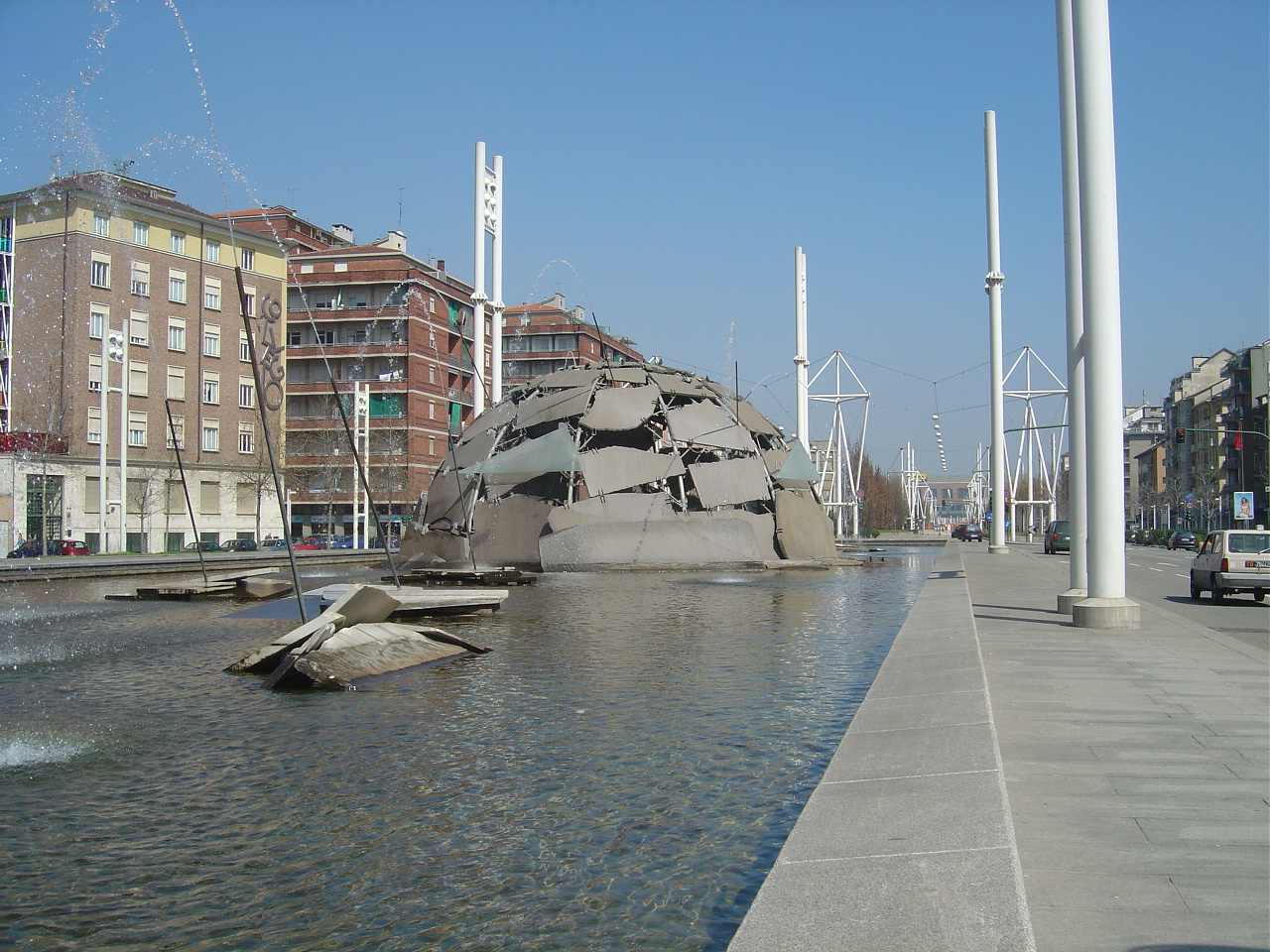
L'Igloo di Borgo San Paolo

Il clima del 1968 e l'idea di un rinnovamento politico e sociale si rifletterono nelle sue opere: Merz riproduceva con il neon gli slogan di protesta del movimento studentesco. Dal 1968 iniziò a realizzare strutture archetipiche come gli Igloo realizzati coi materiali più disparati, che divennero caratteristiche della sua produzione e che rappresentavano il definitivo superamento, da parte dell'artista, del quadro e della superficie bidimensionale. Dal 1970 introdusse nelle sue opere la successione di Fibonacci come emblema dell'energia insita nella materia e della crescita organica, collocando le cifre realizzate al neon sia sulle proprie opere sia negli ambienti espositivi, come nel 1971 lungo la spirale del Guggenheim Museum di New York, nel 1984 sulla Mole Antonelliana di Torino, nel 1990 sulla Manica Lunga del Castello di Rivoli, nel 1994 sulla ciminiera della compagnia elettrica Turku Energia a Turku, in Finlandia, e inoltre sul soffitto della stazione metropolitana Vanvitelli (metropolitana di Napoli) con forma a spirale. Nel 1992, installò "L'uovo filosofico". Spirali rosse realizzate con tubi al neon e animali sospesi recanti i numeri della successione di Fibonacci nell'atrio della stazione centrale di Zurigo. Nel 1970 introduce anche il "tavolo", quale ulteriore elemento tipico e archetipico del suo lavoro, e dalla metà del decennio esegue installazioni complesse combinando igloo, neon, tavoli, sulle cui superfici disponeva frutti in modo che, lasciati al loro decorso naturale, introducessero nell'opera la dimensione del tempo reale. Alla fine degli anni settanta Merz tornò all'arte figurativa, delineando grandi immagini di animali arcaici (come coccodrilli, rinoceronti e iguane), su tele non incorniciate di grandi dimensioni.

## La fama
Nel corso degli anni moltissime rassegne sono state dedicate a Merz dai più prestigiosi musei del mondo. Fra questi si possono ricordare il Walker Art Center di Minneapolis nel 1972, la Kunsthalle Basel nel 1981, il Moderna Museet di Stoccolma nel 1983, il Museum of Contemporary Art di Los Angeles e il Solomon R. Guggenheim Museum di New York nel 1989, la Fundació Antoni Tàpies di Barcellona nel 1993, il Castello di Rivoli e il Centro per l'arte contemporanea Luigi Pecci di Prato nel 1990, la Galleria civica  di Trento nel 1995, la Fundação de Serralves di Porto nel 1999, il Carré d'Art di Nîmes nel 2000, la Fundación Proa di Buenos Aires nel 2002. Nel 2003 gli è stato conferito il Praemium Imperiale dall'Imperatore del Giappone.

### Riconoscimenti
Premio Imperiale 2003

## La Fondazione
La Fondazione Merz, nata a Torino nel 2005, dal 2014 è presieduta da Willy Merz mentre il comitato scientifico è composto da Vicente Todolí (direttore del HangarBicocca di Milano) e Richard Flood (direttore del Walker Art Center di Minneapolis).
Ha sede presso l'ex centrale termica delle Officine Lancia un edificio industriale risalente agli anni 1930 di proprietà del comune di Torino, dato in concessione alla fondazione e restaurato con fondi misti, privati e pubblici (comune di Torino e regione Piemonte). L'edificio ha una superficie complessiva di 3.200 m2 dei quali 1.400 destinati ad area espositiva.
La fondazione gestisce anche l'archivio Merz (1000 volumi) e una biblioteca specializzata (4000 pubblicazioni).

### Mostre Temporanee
- Beatrice Merz e Maria Centonze (a cura di), Botto & Bruno (Gianfranco Botto e Roberta Bruno) - Society, you’re a crazy breed, 2016[2].

## Mario Merz nei musei
- Centro per l'arte contemporanea Luigi Pecci di Prato
- Museo del Novecento - Milano
- MAMbo - Museo d'arte moderna di Bologna
- Museo d'arte contemporanea di Rivoli (TO)
- Museo nazionale delle arti del XXI secolo sez. d'arte figurativa, di Roma
- Museo nazionale di Capodimonte di Napoli
- Peggy Guggenheim Collection di Venezia
- Collezione Roberto Casamonti, Firenze